# にかいどう青
にかいどう 青（にかいどう あお）は、日本の小説家。神奈川県出身。

## 略歴
早稲田大学第一文学部卒業後、書店員として働きながら小説家デビュー。
講談社青い鳥文庫『ふしぎ古書店』シリーズなど、児童文学やヤングアダルト作品を発表している。

## 著作

### シリーズ作品
ふしぎ古書店シリーズ
- 『ふしぎ古書店1 福の神はじめました』（講談社青い鳥文庫、2016/02/11）
- 『ふしぎ古書店2 おかしな友だち募集中』（講談社青い鳥文庫、2016/06/09）
- 『ふしぎ古書店3 さらわれた天使』（講談社青い鳥文庫、2016/09/08）
- 『ふしぎ古書店4 学校の六不思議!?』（講談社青い鳥文庫、2017/01/13）
- 『ふしぎ古書店5 青い鳥が逃げだした!』（講談社青い鳥文庫、2017/05/12）
- 『ふしぎ古書店6 小さな恋のひびき』（講談社青い鳥文庫、2017/09/07）
- 『ふしぎ古書店7 福の神の弟子卒業します』（講談社青い鳥文庫、2018/01/12）

すみっこ★読書クラブシリーズ
- 『すみっこ★読書クラブ 事件ダイアリー(1) 』（講談社青い鳥文庫、2019/07/11）
- 『すみっこ★読書クラブ 事件ダイアリー(2)』（講談社青い鳥文庫、2020/01/16）

恐怖のむかし遊びシリーズ
- 『恐怖のむかし遊び』（講談社青い鳥文庫、2017/12/08）
- 『続 恐怖のむかし遊び 』（講談社青い鳥文庫、2018/07/12）
- 『恐怖のむかし遊び キレイになりたい』（講談社青い鳥文庫、2019/02/14）

予測不能ショートストーリーズ
- 『予測不能ショートストーリーズ 文化祭編』（講談社、2021/09/16）
- 『予測不能ショートストーリーズ 部活動編』（講談社、2022/06/30）

笑わない王子と恋愛カガク部シリーズ
- 『笑わない王子と恋愛カガク部(1)』（講談社青い鳥文庫、2021/03/10）
- 『笑わない王子と恋愛カガク部(2)』（講談社青い鳥文庫、2021/09/15）

撮影中につきおしずかに！シリーズ
- 『撮影中につきおしずかに！(1) 特殊効果に魔法少々』（ポプラキミノベル、2021/04/14）
- 『撮影中につきおしずかに！(2) 仲なおりに効く魔法』 （ポプラキミノベル、2021/11/15）

SNS100物語シリーズ
- 『SNS100物語 黒い約束』（講談社青い鳥文庫、2022/05/11）
- 『SNS100物語 赤い望み』（講談社青い鳥文庫、2022/08/10）

### シリーズ外作品
- 『七日目は夏への扉』（講談社タイガ、2016/08/18）
- 『そして僕らはいなくなる』（講談社タイガ、2018/03/22）
- 『スベらない同盟』（講談社、2019/09/12）
- 『恋話ミラクル1ダース』（講談社、2020/10/29）
- 『黒ゐ生徒会執行部（5分間ノンストップショートストーリー）』（PHP研究所、2022/11/23）

## 共著
- 『13歳は怖い』（池田美代子、辻みゆき、伊藤クミコ、にかいどう青、高上優里子共著、講談社青い鳥文庫、2017/07/06）
- 『13歳は怖い　新学期の落とし穴』 （池田美代子、にかいどう青、みうらかれん、伊藤クミコ共著、講談社青い鳥文庫、2018/03/09）
- 『おもしろい話が読みたい! チェンジ! 』（梅田みか、小林深雪、つくもようこ、にかいどう青共著、講談社青い鳥文庫、2019/11/14）
- 『てのひら怪談 こっちへおいで』（朝宮運河、黎、黒川裕子、黒史郎、最東対地、澤村伊智、地図十行路、内藤了、にかいどう青、藤白圭、松原秀行、吉田悠軌共著、ポプラキミノベル、2022/06/15）
- 『YA!ジェンダーフリーアンソロジー TRUE Colors』（小林深雪、にかいどう青、長谷川まりる、如月かずさ、水野瑠見、菅野雪虫、鎌谷悠希共著、YA! ENTERTAINMENT、2023/05/17、「チョコレートの香りがするね」を収録。）